# اچ‌ام‌اس پروتئوس (ان۲۹)
اچ‌ام‌اس پروتئوس (ان۲۹) (به انگلیسی: HMS Proteus (N29)) یک زیردریایی بود که طول آن ۲۸۹ فوت (۸۸ متر) بود. این زیردریایی در سال ۱۹۲۹ ساخته شد.